# Украинска академия за печат
Украинска академия за печат (на украински: Українська академія друкарства), до 1994 г. Украински полиграфически институт „Иван Федоров“, е единственото автономно висше училище в Украйна, което обучава специалисти по печатарство и издателско дело.

## История
Украинският полиграфически институт е създаден през 1930 г. в Харков, като съчетава печатните отдели на Киевския, Харковския и Одеския художествени институти. След няколко години институтът прераства в образователна и печатарска фабрика. Н. А. Скрипник, който включва инженерно-технологични, инженерно-икономически и арт-дизайнерски факултети. В допълнение, системата на завода за правата на факултетите включва техническо училище, дневни и вечерни работнически факултети в Харков, и вечерна работа в Киев.

## Структура
Структурата на Академията включва: 5 факултета с 20 отдела; Кримски институт за информационни и печатни технологии; Полиграфска колегия; подготвителен отдел; компютърен център; образователен отдел; издателска къща; изследователско звено със съответните научни лаборатории и отдела за следдипломна и докторантура; специализиран научен съвет от защитата на кандидатски и докторски дисертации; катедра „Международни отношения, образователна и производствена и експериментална печат“.

### Кампуси
- Факултет по издателство, печат и информационни технологии (ул. „Подголоско“, 19)
- Факултет по медийна комуникация и предприемачество (ул. „Подголошко“ 19)
- Факултет по компютърно-графично инженерство (ул. „Подголоско“, 19)
- Факултет за дистанционно обучение (кореспонденция) (ул. Подвална, 17)

### Факултети
- Факултет по издателство, печат и информационни технологии (ул. Подголоско, 19)
- Факултет по медийни комуникации и бизнес (ул. Подголоско, 19)
- Факултет по компютърно-печатна техника (ул. Подголоско, 19)
- Факултет по преквалификация и повишаване на квалификацията (ул. Подвална, 17)
- Факултет по дистанционно обучение (кореспонденция) (ул. Подвална, 17).

Факултет по компютърно печатане
- Приложна механика
- Компютърни опаковъчни системи
- Компютъризирани печатни производствени комплекси
- Автоматизация и компютърно-интегрирани технологии Автоматизирано управление на процеса
- Компютърно интегрирани технологични процеси и производство

Факултет по издателство и печат и информационни технологии
- Издателство и печат
- Технологии за печатните медии
- Компютърна технология за печатане на опаковки
- Компютърни технологии и системи на издателската и печатарската промишленост
- Електронни мултимедийни технологии
- Графичен дизайн
- Анимация и мултимедиен дизайн
- Дизайн на книгата на автора
- Изящно изкуство, декоративно изкуство
- Изкуство на книгата, дизайн и декорация= на публикациите
- Стативна графика

## Компютърни науки
- Информационни системи и технологии
- Факултет по медийна комуникация и предприемачество
- журналистика
- Книги и медийно производство
- реклама
- Управление на финансовата
- маркетинг
- Информация, библиотека и архиви
- Документация и информационни дейности
- Библиотека и книгоиздаване

## Известни възпитаници
- Аксинин, Александър Дмитриевич
- Будз, Иван Федорович
- Ковалчук, Виктория Владимировна
- Курсанова, Марина Викторовна
- Лазаренко, Едуард Тимофеевич
- Ихор Охирко